# Reynolds (Illinois)
Reynolds é uma vila localizada no estado americano de Illinois, no Condado de Mercer e Condado de Rock Island.

## Demografia
Segundo o censo americano de 2000, a sua população era de 508 habitantes.
Em 2006, foi estimada uma população de 491, um decréscimo de 17 (-3.3%).

## Geografia
De acordo com o United States Census Bureau tem uma área de
1,0 km², dos quais 1,0 km² cobertos por terra (e 0,0 km² cobertos por água). Reynolds localiza-se a aproximadamente 246 m acima do nível do mar.

## Localidades na vizinhança
O diagrama seguinte representa as localidades num raio de 16 km ao redor de Reynolds.